# لوکا کلمبو (بازیکن فوتبال)
لوکا کلمبو (انگلیسی: Luca Colombo؛ زادهٔ ۸ نوامبر ۱۹۸۴) بازیکن فوتبال اهل ایتالیا است.
از باشگاه‌هایی که در آن بازی کرده‌است می‌توان به باشگاه فوتبال اینتر میلان و باشگاه فوتبال کیاسو اشاره کرد.